# Хріс
Хріс (грец. Chryses):

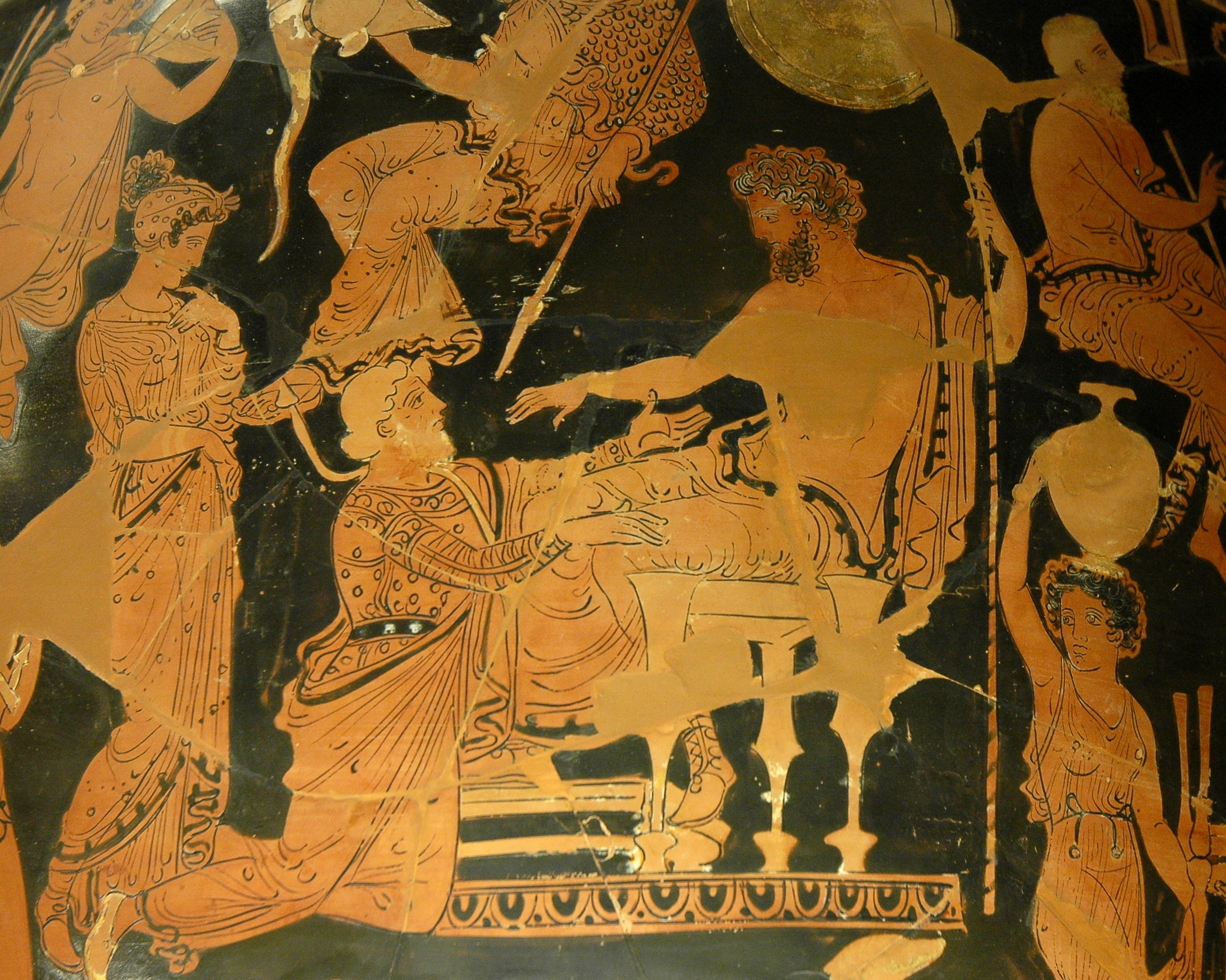
Хріс намагається викупити свою доньку Хрисеїду у Агамемнона, Лувр.

- жрець Аполлона в Хрісі Троадській, батько Астіноми.
- за пізнішою міфічною версією, син Астіноми Хрісеїди (від Агамемнона), який допомагав Орестові й Піладові в пошуках пристановища.